# Loud (programa de televisão)
Loud (hangul: 라우드; estilizado em letras maiúsculas) é um reality show de sobrevivência sul-coreano criado pelas empresas JYP Entertainment e P Nation. É uma colaboração entre os produtores Park Jin-young e Psy para formar dois grupos masculinos de K-pop: um sob a JYP Entertainment e outro sob a P Nation. O programa envolve 75 participantes de diferentes países com talentos artísticos variados, competindo por uma vaga em um dos dois grupos. Loud estreou em 5 de junho de 2021, sendo transmitindo semanalmente, aos sábados, pelo canal SBS.

## Promoção e transmissão
As audições para o programa foram abertas em 2 de novembro de 2020 e encerradas em 31 de janeiro de 2021, destinadas a meninos nascidos após 2000, independentemente da nacionalidade. Em 26 de abril de 2021, foi anunciado que o programa estava programado para estrear em 5 de junho de 2021, no canal SBS.
Em 6 de maio, os perfis de Park Jin-young e Psy foram revelados junto com a data e o horário de estreia, definido como 5 de junho, às 21h (KST). No mesmo dia, o primeiro participante, Daniel Jikal, foi revelado por meio de um vídeo teaser. Em 20 de maio, os demais 74 concorrentes foram revelados por meio de vídeos de apresentação.
Em 27 de maio, dois participantes, Ham Mo-hyeob e Riku, deixaram o programa e seus vídeos de apresentação foram removidos do site oficial do programa. Como resultado, Loud estreou com 73 participantes, em vez dos 75 originais. 

## Conceito
Ao contrário de outros reality shows de sobrevivência exibidos na Coreia do Sul, Loud visa participantes que não estejam afiliados a uma agência de entretenimento ou gravadora. O programa também busca competidores com talentos artísticos em diversas áreas, incluindo criatividade artística, canto, dança, rap, composição, arranjo musical e capacidade para tocar instrumentos musicais.

## Participantes
| 75 participantes             | 75 participantes        | 75 participantes          | 75 participantes         | 75 participantes             |
| ---------------------------- | ----------------------- | ------------------------- | ------------------------ | ---------------------------- |
| Yoon Min (윤민)              | Lee Gye-hun (이계훈)    | Mitsuyuki Amaru (아마루)  | Okamoto Keiju (케이주)   | Lee Dong-Hyeon (이동현)      |
| Woo Kyung-Jun (우경준)       | Choi Tae-Hun (최태훈)   | Jang Hyun-Soo (장현수)    | Cheon Jun-Hyeok (천준혁) | Eun Hwi (은휘)               |
| Oh Sung-Jun (오성준)         | Tanaka Koki (고키)      | Daniel Jikal (다니엘제갈) | Jo Doo-Hyun (조두현)     | Lee Ye-Dam (이예담)          |
| Yoon Dong-yeon (윤동연)      | Kim Dong-hyun (김동현)  | Park Yong-gun (박용건)    | Kang Hyun-woo (강현우)   | Lee Soo-jae (이수재)         |
| Kim Min-seoung (김민성)      | Lim Kyeong-mun (임경문) | Do Min-kyu (도민규)       | Kim Jeong-min (김정민)   | Haruto Maeda (마에다 하루토) |
| Nam Yoon-seung (남윤승)      | Lee Tae-woo (이태우)    | Justin Kim (저스틴 김)    | Moon Hyuk-jun (문혁준)   | Na Yoon-seo (나윤서)         |
| Ellery Hyunbae (엘러리 현배) | Kim Dae-hee (김대희)    | Kang Ki-mook (강기묵)     | Song Si-hyun (송시현)    | Hong Yeon-seong (홍연성)     |
| Jo Min-ki (조민기)           | Lee Seung-hwan (이승환) | Tatsunari (타츠나리)      | Kim Min-hyuk (김민혁)    | Kim Myung-kyu (김명규)       |
| Choi Soo-woong (최수웅)      | Shin Hae-in (신해인)    | Kim Do-young (김도영)     | Kwak Chan (곽찬)         | Tsubasa (츠바사)             |
| Kim Min-seo (김민서)         | Lee Kang-jun (이강준)   | Edward Park (에드워드 박) | Kim Tae-sung (김태성)    | Jang Hee-won (장희원)        |
| Lee Tae-geon (이태건)        | Jeong Tae-jin (정태진)  | Ahn Jae-ho (안재호)       | Kang Ha-yoon (강하윤)    | Kim Young-seok (김영석)      |
| Lee Sang-woon (이상운)       | Kim Joo-seong (김주성)  | Yoon Hwan (윤환)          | Kim Se-gon (김세곤)      | Kwon Yoo-seop (권유섭)       |
| Jeon Gyu-min (전규민)        | Jeong Soo-min (정수민)  | Lin (린)                  | Yang Seung-soo (양승수)  | Maden Moon (문 메이든)       |
| Song Joon-hyuk (송준혁)      | Kim Hyun-soo (김현수)   | Park Hyeon-min (박현민)   | Park Han-bin (박한빈)    | Choi Jae-heum (최재흠)       |
| Lee Min-gyu (이민규)         | Kim Seong-min (김성민)  | Kim Hyun-jun (김현준)     | Ham Mo-hyeob (함모협)    | Riku (리쿠)                  |

## Audiência
Na tabela abaixo, os números azuis representam as audiências mais baixas e os números vermelhos representam as audiências mais elevadas.
| Episódio | Data de transmissão original | Audiência Nacional (AGB Nielsen) |
| -------- | ---------------------------- | -------------------------------- |
| 1        | 5 de junho de 2021           | 9.0%                             |
| 2        | 12 de junho de 2021          | TBD                              |